# Флорейн, Каролин
Каролин Флорейн (нидерл. Karolien Florijn, род. 6 апреля 1998, Лейден, Южная Голландия) — нидерландская гребчиха, олимпийская чемпионка 2024 года, неоднократная чемпионка мира и Европы.

## Семья
Дочь Роналда Флорейна, который выиграл золото летних Олимпийских игр 1988 года в двойках парных и золото летних Олимпийских игр 1996 года в восьмёрке, и Антье Рехааг, немецкой гребчихи, чемпионки мира 1994 года в женской восьмёрке. Один из её братьев, Финн, стал олимпийским чемпионом 2024 года в четвёрках парных.

## Спортивная карьера
Каролин Флорейн была в составе голландской четверки распашной вместе с Элизабет Хогерверф, Имке Клеверинг и Вероник Местер, которая завоевала серебряную медаль Олимпийских игр в Токио в 2020 году. Этот же экипаж трижды выигрывал чемпионаты Европы (в 2019, 2020 и 2021 годах) и завоевал серебряную медаль на чемпионате мира по академической гребле 2019 года. В 2022 году Флорейн перешла в одиночную греблю, выиграла общий зачет Кубка мира по академической гребле и завоевала золотую медаль на чемпионате Европы в Мюнхене. На Олимпийских играх 2024 года в Париже она победила в соревнованиях одиночниц.